# الشيطانة المقدسة (مسلسل)
الشيطانة المقدسة٬ (بالإسبانية: Santa Diabla)‏٬ (بالإنجليزية: Broken Angel)‏٬ هو مسلسل أمريكي باللغة الإسبانية، للكاتب خوسيه إغناسيو فالنزويلا. والذي ينتجه أساسا تلفزيون الولايات المتحدة الأمريكية٬ شبكة إستوديوهات تيلموندو، ميامي. تبدأ القصة مع غابي إيسبينو نجمة البطولة الرئيسية، في حين آرون دياز، كارلوس بونسي، خيمينا دوكي، واندا دي إيزيدورو نجوم الخصوم الرئيسية.

## القصة
الشيطانة المقدسة هي قصة سانتا مارتينيز (غابي إسبينو)، وهي امرأة تسعى للانتقام من قتل زوجها ويلي دلغادو (لينكولن بالوميك). يشمل الانتقام زواج سانتا من هومبرتو كانو (كارلوس بونس)، وهو محام قوي في ماريرو. هومبرتو ٱستأجر ويلي دلغادو لإعطاء دروس العزف على البيانو لإبنة أخته دانييلا ميلان (آنا أوسوريو) في منزل عائلة كانو، وحتى باربرا كانو (واندا D'إيزيدورو)، أمّ دانييلا وشقيقة هومبرتو والتي تتهم ويلي بالمضايقات ومحاولات اغتصاب إبنتها. إلقاء اللوم على عائلة كانو الظالمة عن وفاة زوجها، وسانتا تعتزم تدمير أسرة كانو، ولكن لأنها تحاول إكمال مهمتها، تلتقي وتقع في حب سانتياغو كانو (آرون دياز)، شقيق هومبرتو وباربرا. وعلى الرغم من هومبرتو يصور الأخ الأكثر شرا وخطورة في أنحاء كثيرة من القصة، في النهاية يكتشف أنه كان يفعل الأشياء للمساعدة في إخفاء حقيقة أن سانتياغو كانو كان حقا الأخ الأكثر شرا. المرض العقلي لسانتياغو (فصامي اضطراب الهوية) يسبب له قتل الناس بسبب الحقد وشدة إضطرابه العقلي. كان يرغب في جعل سانتا زوجته بالقوة والحقيقة تأتي في النهاية عند معرفة الناس أنه كان يقف وراء العديد من عمليات القتل في مقاطعة ماريرو. قد خطط سانتياغو ليشق طريقه نحو حياة سانتا عندما كان وويلي في السجن ووجد صورة لسانتا. ذكريات الماضي تذكر أن كل ما يقوم به سانتياغو من أي وقت مضى تم احتسابه وتدبيره. في النهاية سانتا تختار هومبرتو على الرغم من أن الناس يعتقدون أنه هو المؤذ الشرير (إلا أنها تعرف أنه كان رجل جيد طوال الوقت). قتل هومبرتو التي كتبها سانتياغو وسانتا أبدا يقول له أنها تصبح حاملا مع ولده. يتم وضع سانتياغو في مستشفى للأمراض العقلية وتركه من غير الواضح ما إذا كان هرب. باربرا كانو والدتها يعيشان كأسرى في قصر العائلة لبقية أيامهم٬ باربرا لا يمكنها الذهاب إلى أي مكان منذ أن أصبح وجهها مشوّها بماء النار من قبل أليسيا «الشيطانة» كانو، ابنة تخلت من قبل عائلة كانو عدة سنوات في وقت سابق. أليسيا تذهب إلى السجن بتهمة قتل زوج باربرا، جورج، وأنه من غير الواضح ما إذا كان ويلي على إستعداد لانتظار ليتيسيا (على الرغم من أنه يحبها حقا). في النهاية، هناك بالكاد أي الافتداءات يسارا إلى أي رمز، وأنه يذهب إلى إظهار أن الحياة تستمر فقط على ما إذا كانت الأمور في نهاية المطاف جيدة أو سيئة.

## الأدوار
| الممثلون                 | الشخصيات                                              |
| ------------------------ | ----------------------------------------------------- |
| غابي إيسبينو             | سانتا مارتينيز / أماندا براون "الشيطانة" (2)          |
| آرون دياز                | سانتياغو كانو                                         |
| كارلوس بونسي             | هومبرتو كانو "ايل تيبورون بلانكو"                     |
| خيمينا دوكي              | إينيس روبليدو                                         |
| واندا دي إيزيدورو        | باربرا كانو                                           |
| فرانسيس أونديفييلا       | فيكتوريا كوليتي                                       |
| روبرتو ماتيوس            | باتريسيو فيدال                                        |
| لينكولن بالوميك          | ويلي دلغادو                                           |
| إيزيكال مونتالت          | خورخي "جورج ميلان" ميلان                              |
| ليس فيغا                 | ليزيت غيريرو                                          |
| زولي مونتيرو             | أورتنسيا دي سانتانا                                   |
| فريد فالي                | غاسبار كانو                                           |
| كريستيان دو لا كامبا     | فرانكو غارسيا هيريرا / سيبستيان بلانكو / رينيه ألونسو |
| ماكي سولير               | أليسيا كانو "الشيطانة"                                |
| فيرنا فلوريس             | باولا دلغادو                                          |
| إدواردو أوروزكو          | أرتورو سانتانا                                        |
| كينيا إيخيلوس            | لوسي ميدينا                                           |
| ألبريتش بورمان           | إيفان كانو                                            |
| خيمي أوسوريو             | مارا لوزانو                                           |
| راوول إيزاغيري           | فيسنتي روبليدو                                        |
| لويس كابايرو             | كارلوس كوليتي                                         |
| غيلدا هادوك              | فرانسيسكا كانو                                        |
| جيراردو ريفيرون          | الأب ميلتون ريفرتي                                    |
| بياتريس فالديس           | بيغونيا فلوريس                                        |
| بيدرو تيليماكو           | لازارو إيليانس                                        |
| غلاديس إيبارا            | إليزا لوزانو                                          |
| ماريا راكينال            | ترانسيتو كارفاخال                                     |
| خافيير فالكارسل          | فرانسيسكو "بانشو" روبليدو                             |
| آنا أوسوريو              | دانييلا ميلان                                         |
| كارلوس أوغوستو مالدونادو | أوليسيس كوليتي                                        |
| خورخي إدواردو غارسيا     | ويلي دلغادو الابن / غييرمو كانو                       |
| خوسيه رامون بلانش        | أورلاندو "تورو" / ريكاردو هيرنانديز                   |
| هيكتور كونتريراس         | سيفوينتس                                              |
| أليخاندرو رنتريا         | Ayudante de Santiago                                  |
| خيمي برنال               | ألكسندر واين                                          |
| إفيلين سانتوس            | غلوريا                                                |
| ٱرنستو فاكساس            | ماركوس أغيلار                                         |
| ديانا فرانكو             | Enfermera                                             |
| نوري فلورس               | Petra                                                 |
| إميلي ألفارادو           | أليسيا كانو (الشابة)                                  |
| ميخائيل مات              | Agente Colin Phillips                                 |
| Cristina Figarola        | Margaret James                                        |
| D'Michael Haas           | Felipe Santana                                        |

## روابط خارجية
- الشيطانة المقدسة على موقع IMDb (الإنجليزية)
- الشيطانة المقدسة على موقع روتن توميتوز (الإنجليزية)
- الشيطانة المقدسة على موقع كينوبويسك (الروسية)
- الشيطانة المقدسة على موقع ألو سيني (الفرنسية)
- الشيطانة المقدسة على موقع قاعدة بيانات الفيلم (الإنجليزية)